# 佳能 EOS M50
佳能 EOS M50，在日本又称 EOS Kiss M，是由佳能于2018年2月26日发布并于同年3月23日发售的無反光鏡可換鏡頭相機。
M50 与同系列相机使用相同的 佳能 EF-M 镜头卡口。

## 主要特征
- 23.98和25帧（PAL）4K视频录制（不支持30帧）。[4] 最大支持文件大小4G。
- ISO 100-25600，可扩展至51200的。[5]
- 双像素CMOS对焦(除4K外).
- 236万点OLED内 电子取景器 (EVF)。

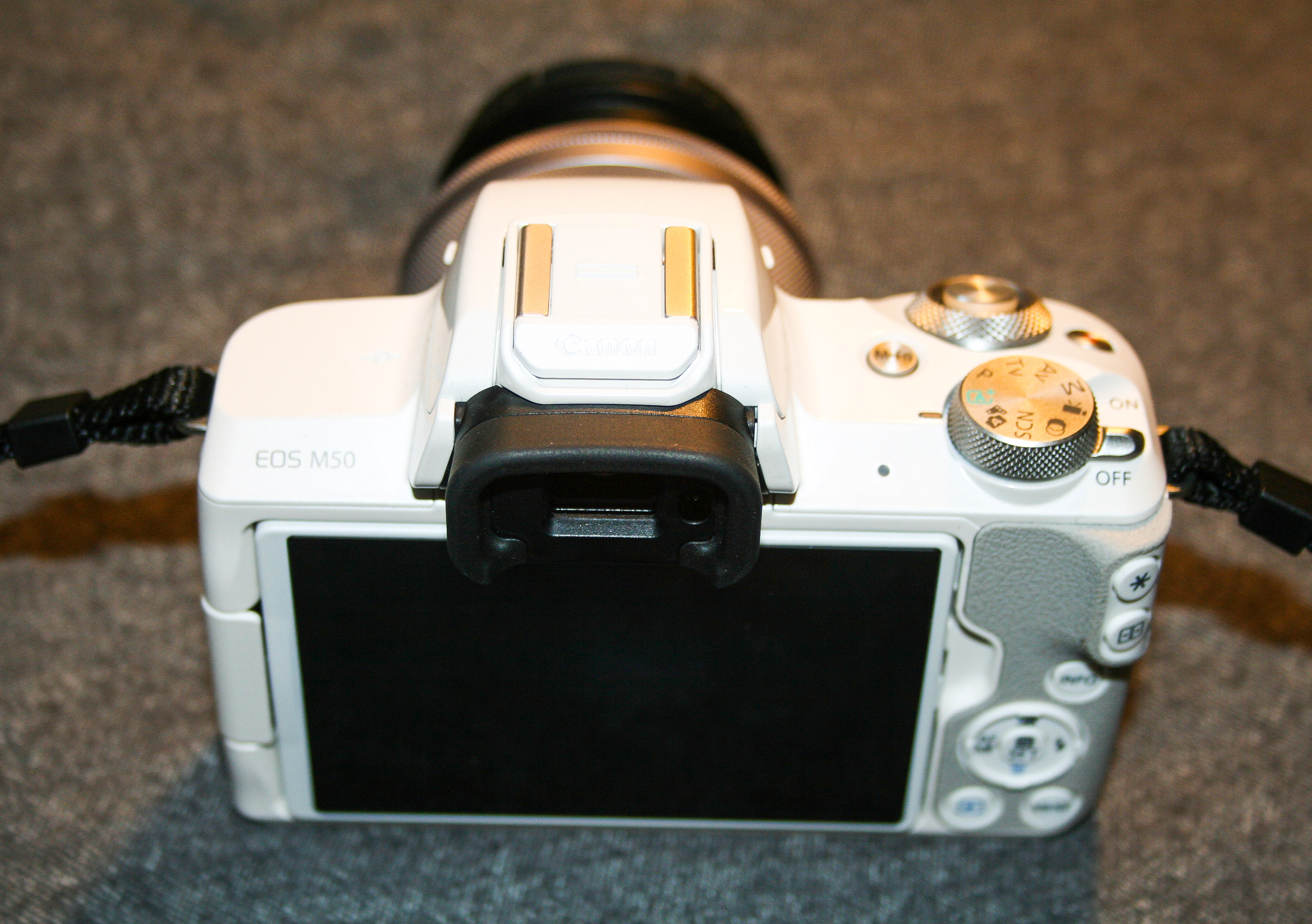
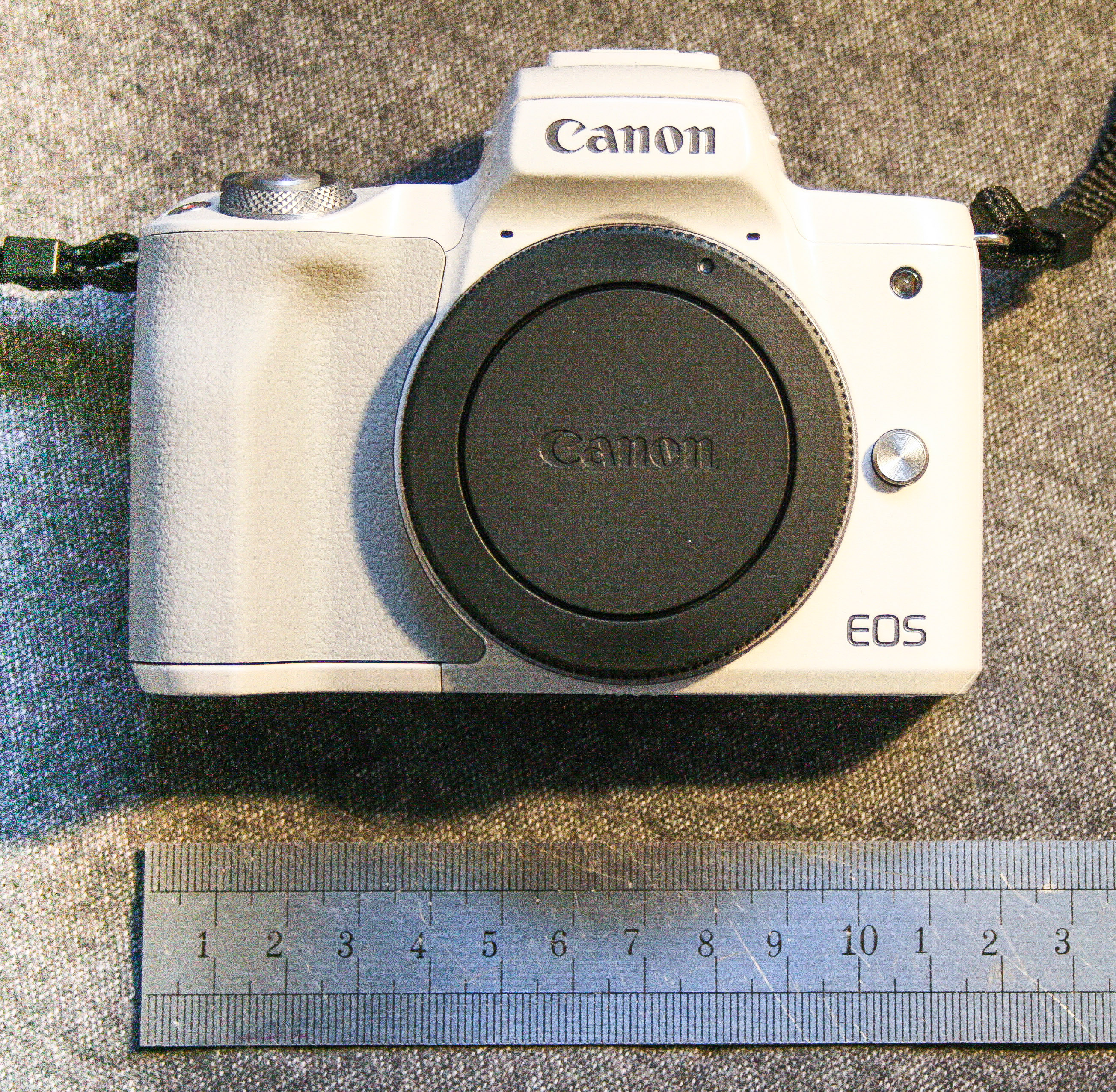
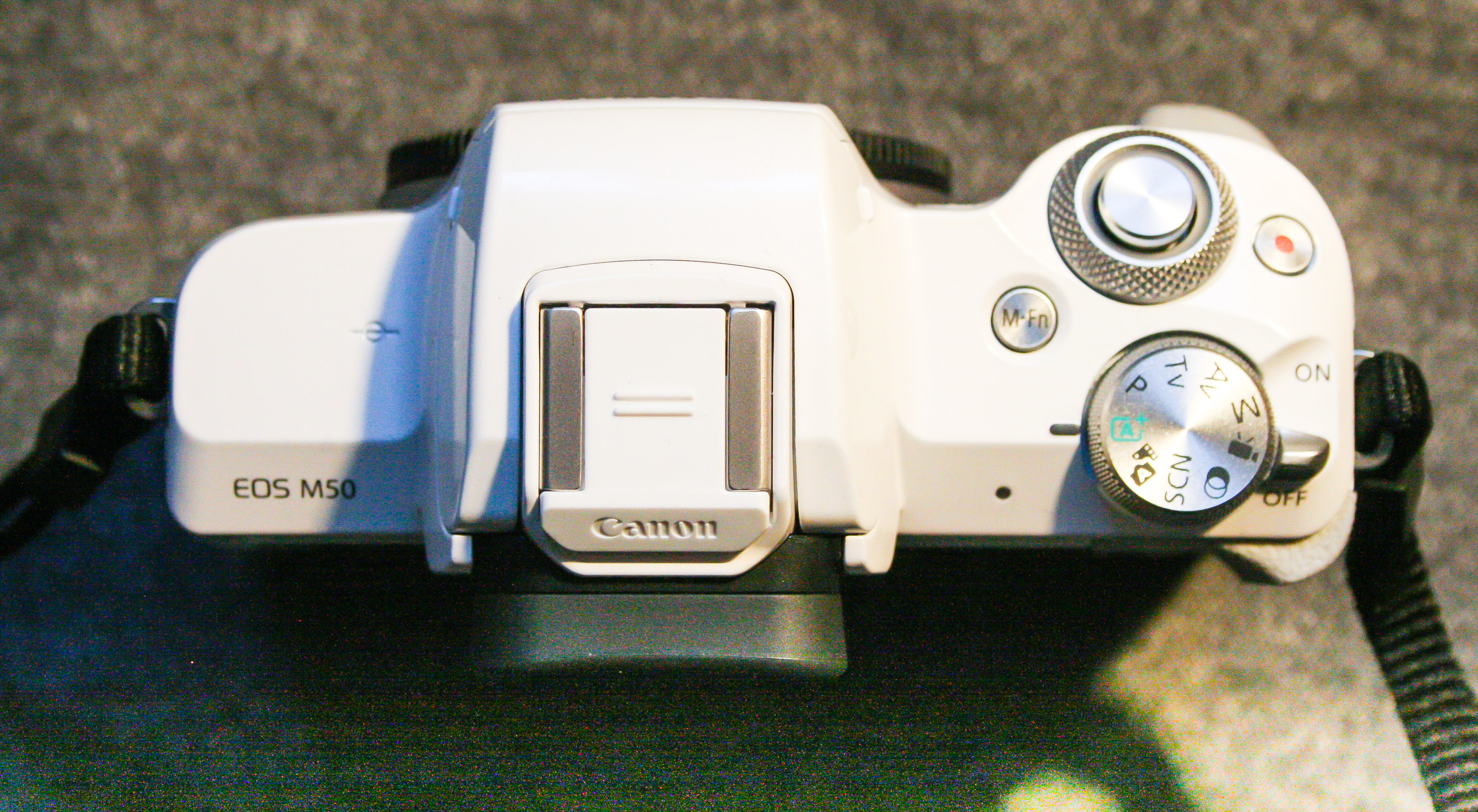
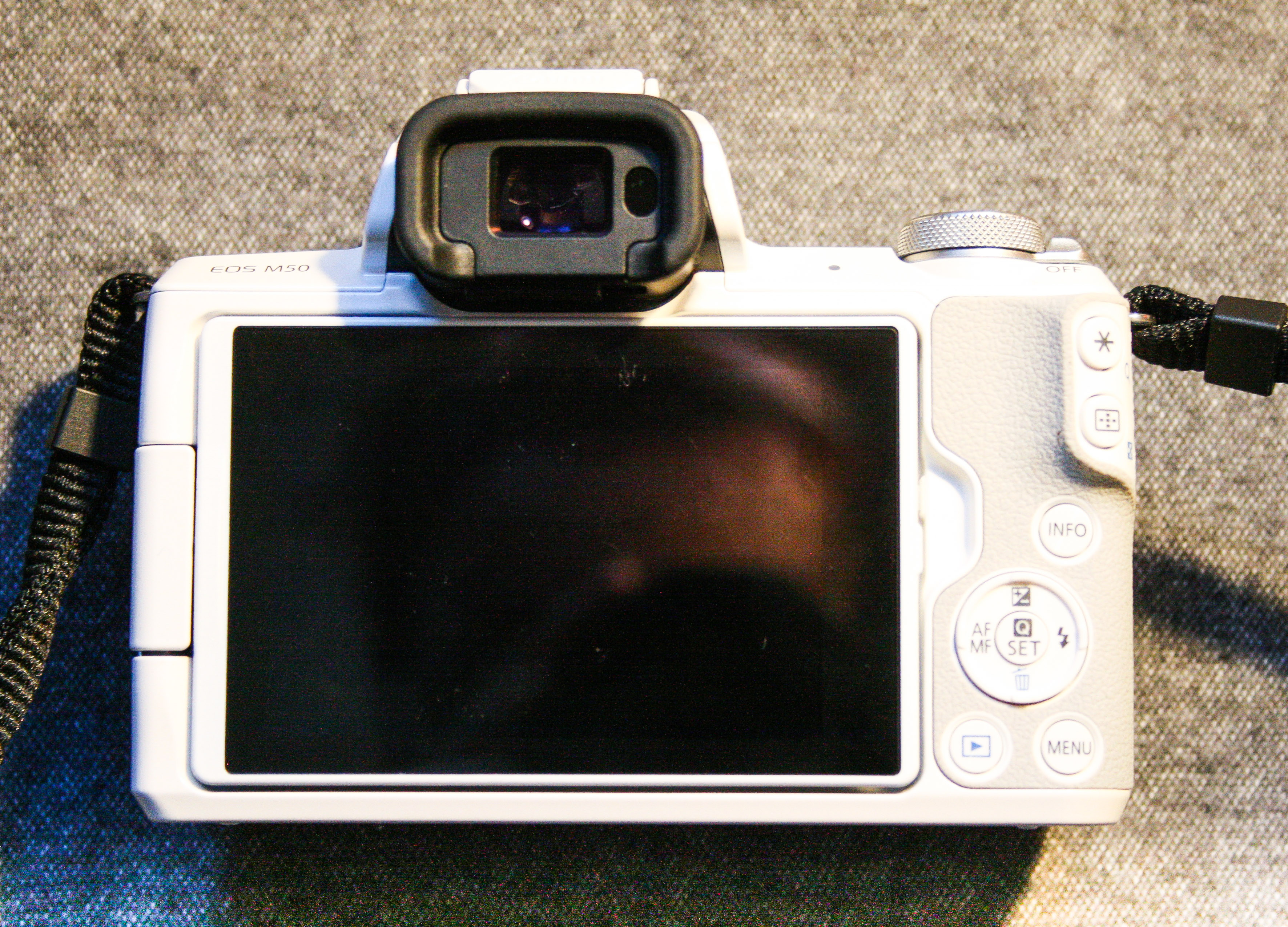
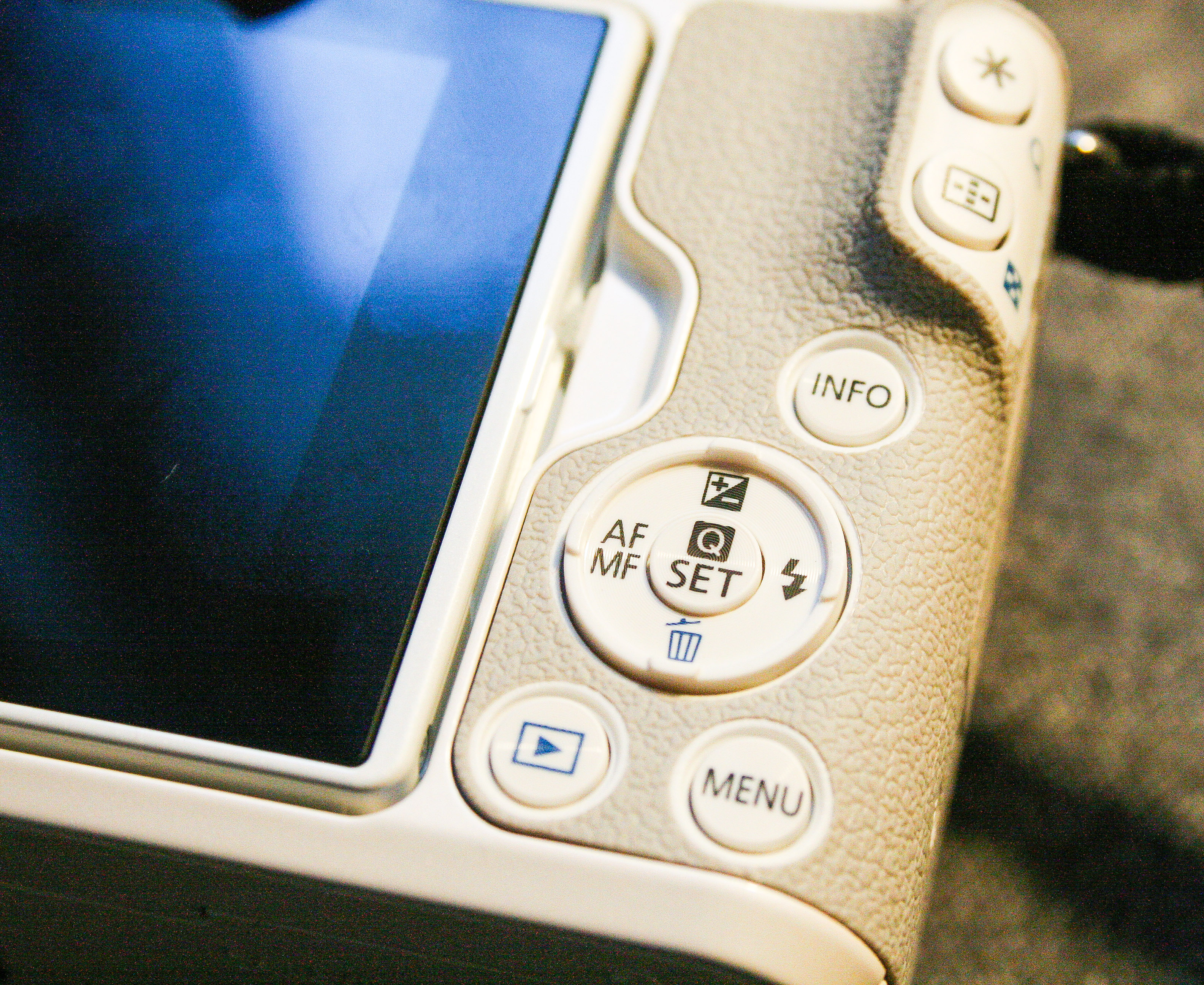
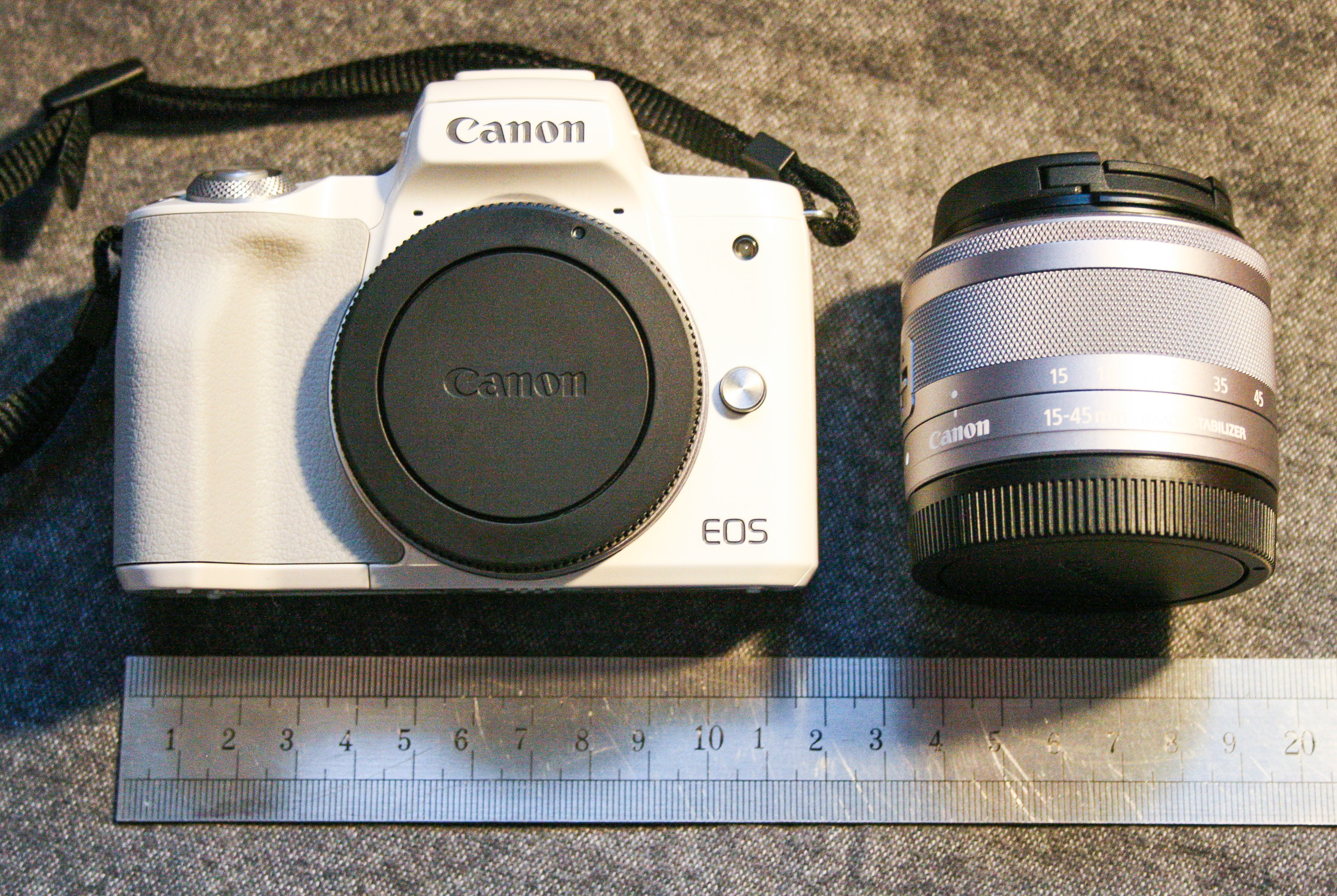

- 使用DiG!C8处理器。